# آيت إعزة (آيت اعميرة)
آيت إعزة هي إحدى مشيخات المملكة المغربية، تتبع جغرافيا لإقليم شتوكة آيت باها وإداريًا لآيت اعميرة. يقدر عدد سكانها بـ 8114 نسمة حسب الإحصاء الرسمي للسكان والسكنى لسنة 2004.